# Fort Énet
Le fort Énet (prononcé en français : [enɛt]) est une fortification située sur le rocher du même nom, entre Fouras et l'île d'Aix, appartenant à l'archipel charentais, dans le département de la Charente-Maritime en France.
À marée basse, il est accessible à pied depuis la pointe de la Fumée en empruntant une passe de 1,6 km de long.

## Présentation
Au Moyen Âge, le rocher d'Enet avait probablement une chapelle dédiée à Notre-Dame, dont les ruines sont décrites en 1715 comme un refuge pour les oiseaux. Sur la carte de Cassini, datant du XVIIIe siècle, ce rocher apparaît sous le nom de Saint Sunon d'Enet.
Le fort actuel est construit après la Bataille de l'île d'Aix qui s'est déroulée, en 1809, dans la rade de l'île d'Aix, face à l'embouchure de la Charente. Le fort d'Énette, comme on disait à l'époque, devait protéger l'arsenal de Rochefort créé en 1666.
Sa simplicité architecturale lui confère un équilibre esthétique souvent apprécié.
« 
Pépite posée dans la subtile rade de Rochefort, fort Enet demeure, au-delà de ses lettres de noblesse architecturales, un mirador panoramique qui balaie à 360° un horizon chargé d'Histoire »

## Histoire
Les premiers projets font suite à la mise à sac de l'île d'Aix par les Anglais pendant la guerre de Sept Ans. La rade de l'île d'Aix servant de mouillage pour armer les navires sortant de l'arsenal de Rochefort. Cette zone et ses accès devaient être défendus. Le projet se compose de la construction d'un ouvrage fortifié armé croisant ses feux avec ceux de la batterie du fort de Coudepont située sur l'île-d'Aix et permettant de contrôler l'accès du nord-est de la rade.
Le projet est relancé sous Napoléon à la suite de l'affaire des brûlots qui voit la destruction partielle de l'escadre de Rochefort.
« 
Le moyen qui paraît praticable et que Sa Majesté vient d'ordonner, c'est d'avoir sur l'île d'Enet des pièces de campagne (...) Si on peut établir sur (cette île) une batterie permanente, on y placera de gros canons »
L'Empereur ordonne donc la construction d’une fortification qui doit croiser ses tirs avec ceux de l’île d’Aix et de la redoute de l’Aiguille à Fouras. La construction s'étale de 1809 à 1811. Le fort est alors plus petit et plus sommaire que ce qu’on connaît aujourd’hui. Il a la forme d'un demi-cercle avec une pointe saillante, deux bâtiments et une butte de terre dans l’enceinte.
Le fort est remis à la Marine dès le mois de décembre 1811, pour permettre son armement. Jusqu'au milieu du XIXe siècle, il subit quelques adaptations à cause des assauts des marées. En 1848-1850, il est complété par des casemates pour canons, mais les progrès de l’artillerie rayée les rendent très vite obsolètes. On l'aménage une dernière fois, à la fin du XIXe siècle : il reçoit des canons modernes et une couverture bétonnée est construite au-dessus des  casemates, puis recouverte de terre.
Précédemment, l'armée avait fait plusieurs expérimentations de tirs d'artillerie, en 1863. Le fort Liédot sur l'île d'Aix sera choisi comme cible afin de tester sa résistance.
Le fort sert aussi de prison pour quelques communards en 1871, ainsi que pour des bagnards en transit, au début du XXe siècle. Le fort Énet est déclassé peu avant la Première Guerre mondiale.
Au début des années 1960, le fort qui était jusque-là la propriété de l'armée française, est racheté par des particuliers.
C'est un monument historique inscrit depuis le 19 décembre 1994. Il se visite depuis 1996, sauf la partie servant d'habitation.

### Observation du niveau de la mer
Un marégraphe est installé au fort Énet en 1859 par le Dépôt des cartes et plans de la Marine" (SHOM). Les mesures du niveau de la mer y sont réalisées jusqu'en 1873, date du déplacement de l'appareil au fort Boyard. En effet, des problèmes d'envasement régulier de son puits de tranquillisation poussent l'ingénieur hydrographe Jean Jacques Anatole Bouquet de La Grye à rechercher un autre emplacement pour réaliser les mesures du niveau de la mer dans le pertuis d'Antioche.

## Descriptif
Le fort a la forme d'une batterie recourbée, fermée par un éperon couvrant le magasin à poudre. La structure initiale, livrée à la Marine, est complétée vers 1850 par un second étage de feux et par seize casemates en pierre.

## Galerie

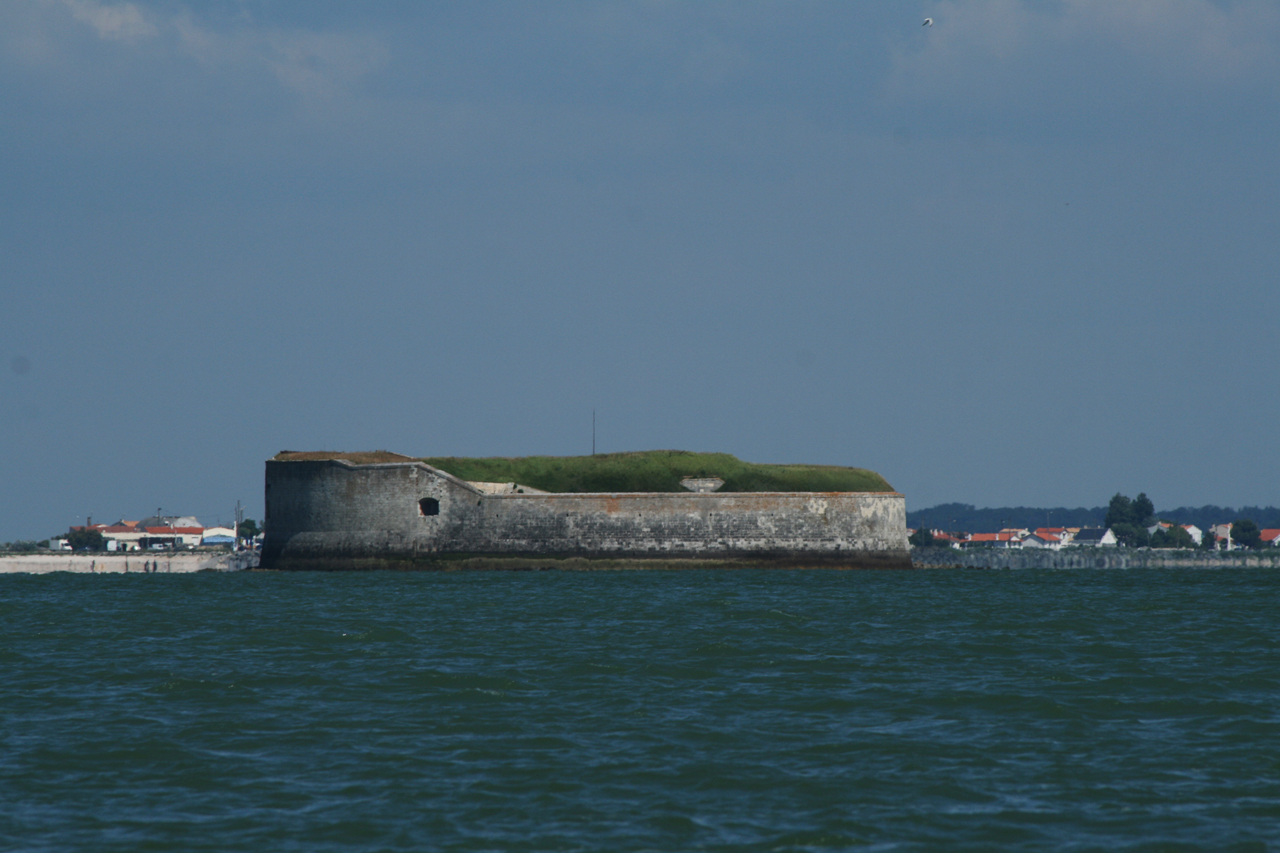
Vue depuis la rade de l'île d'Aix.
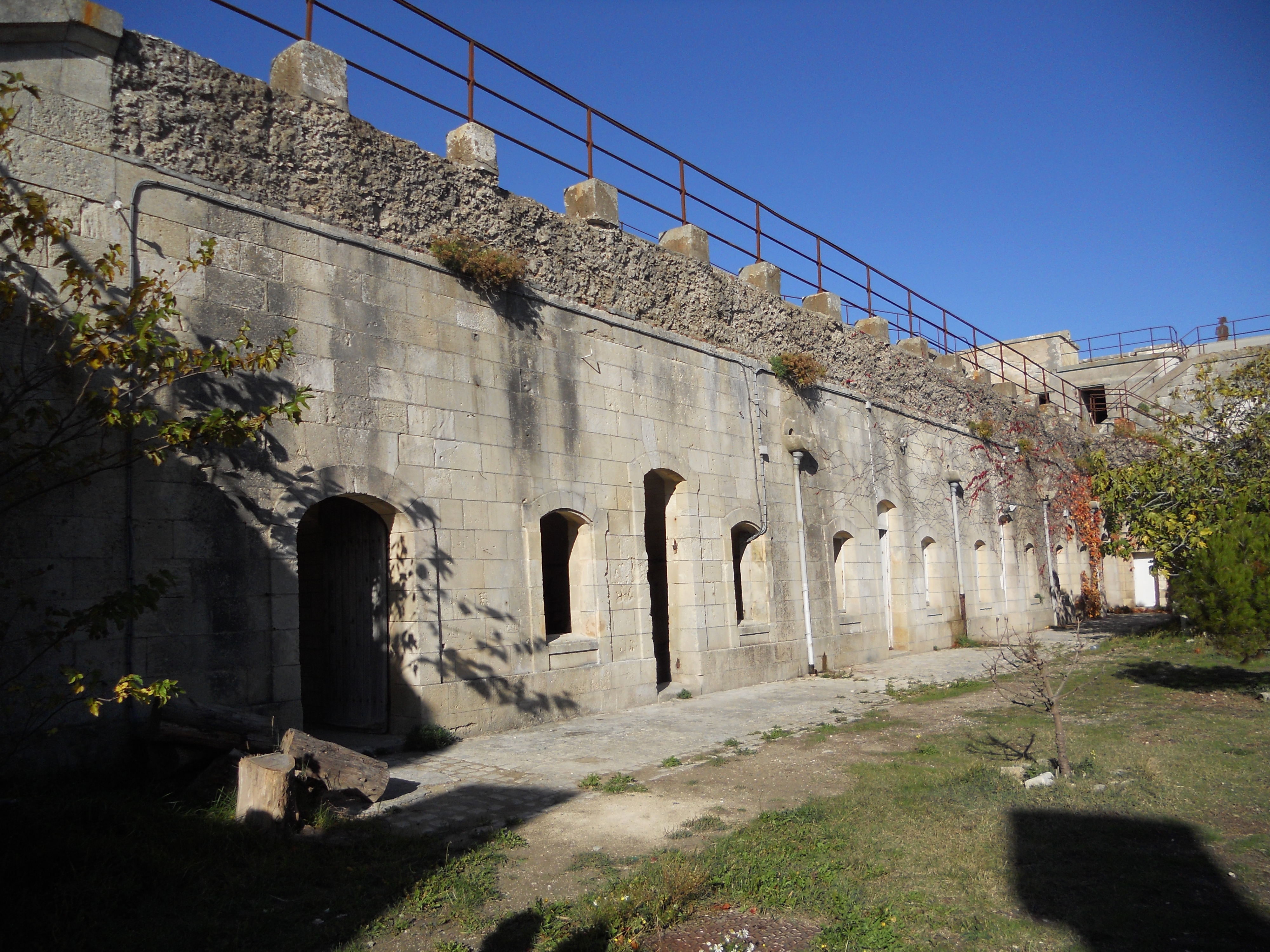
Vue intérieure.
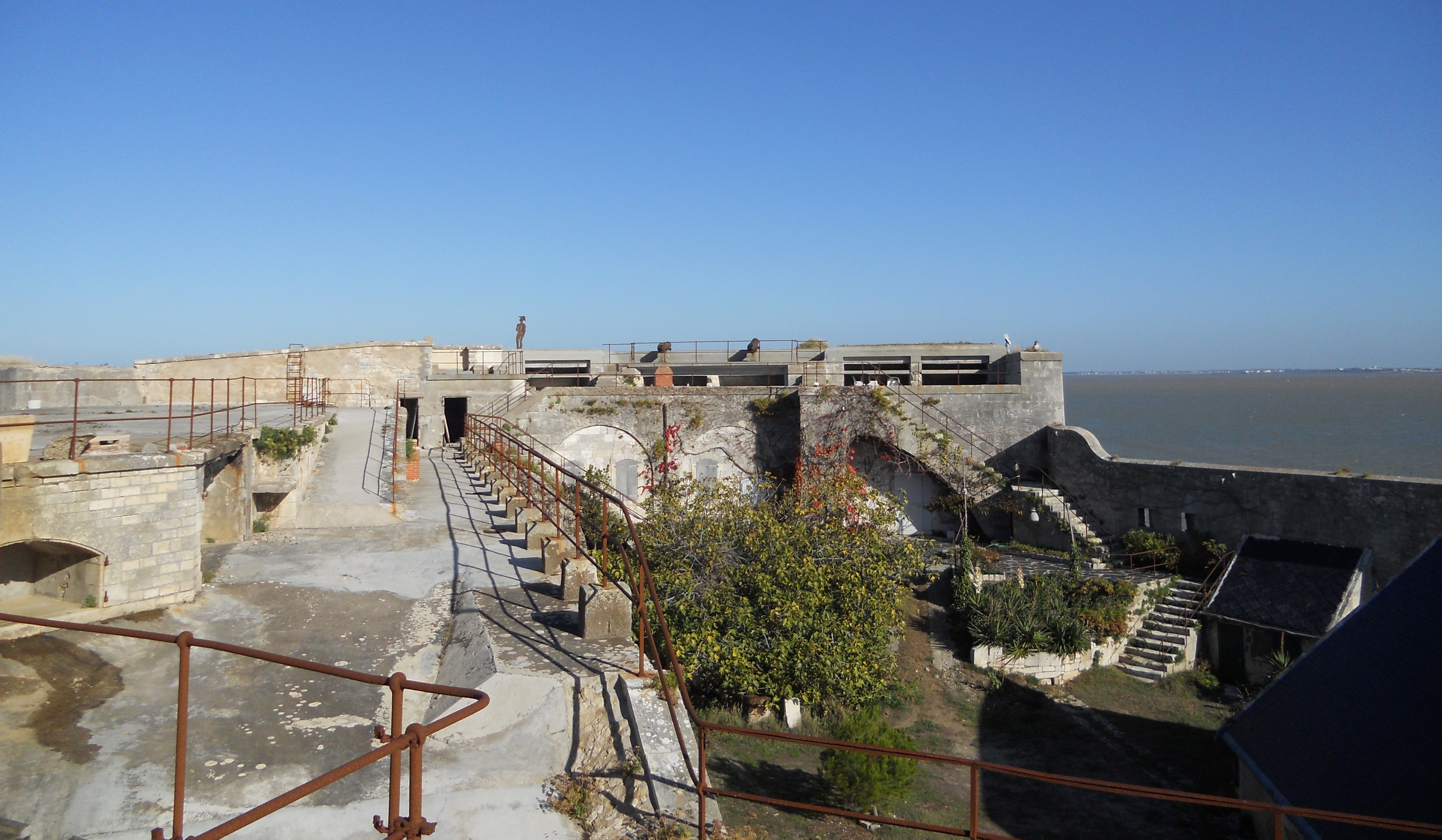
Vue intérieure de la cour et du chemin de ronde.
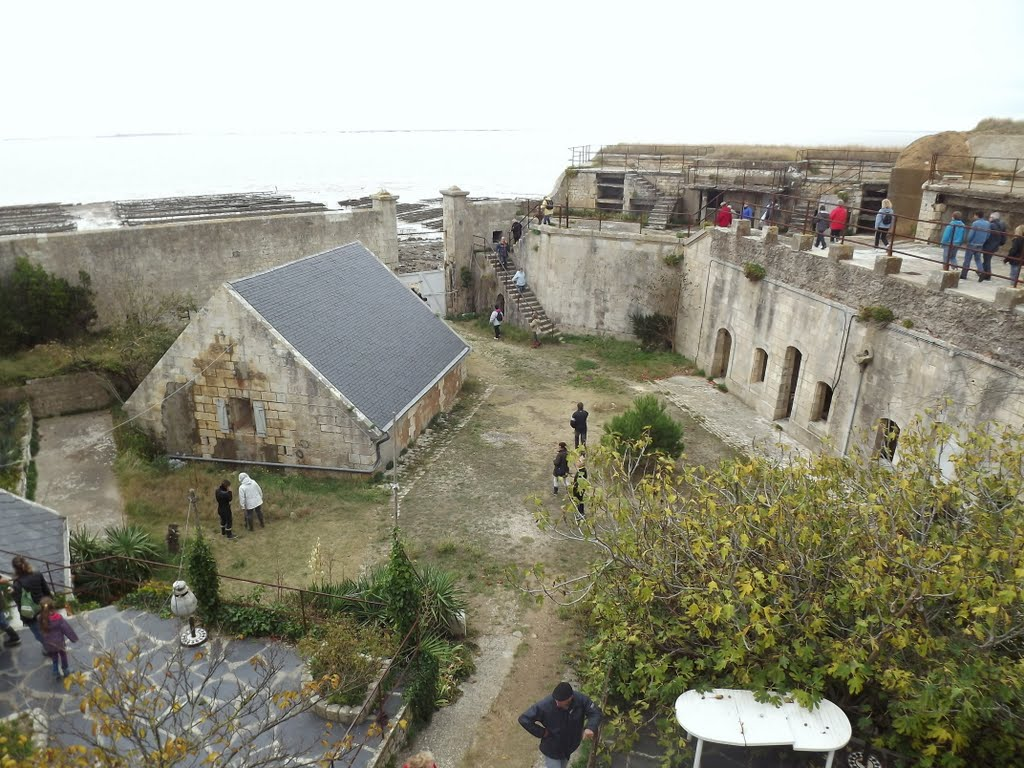
L'intérieur du fort.
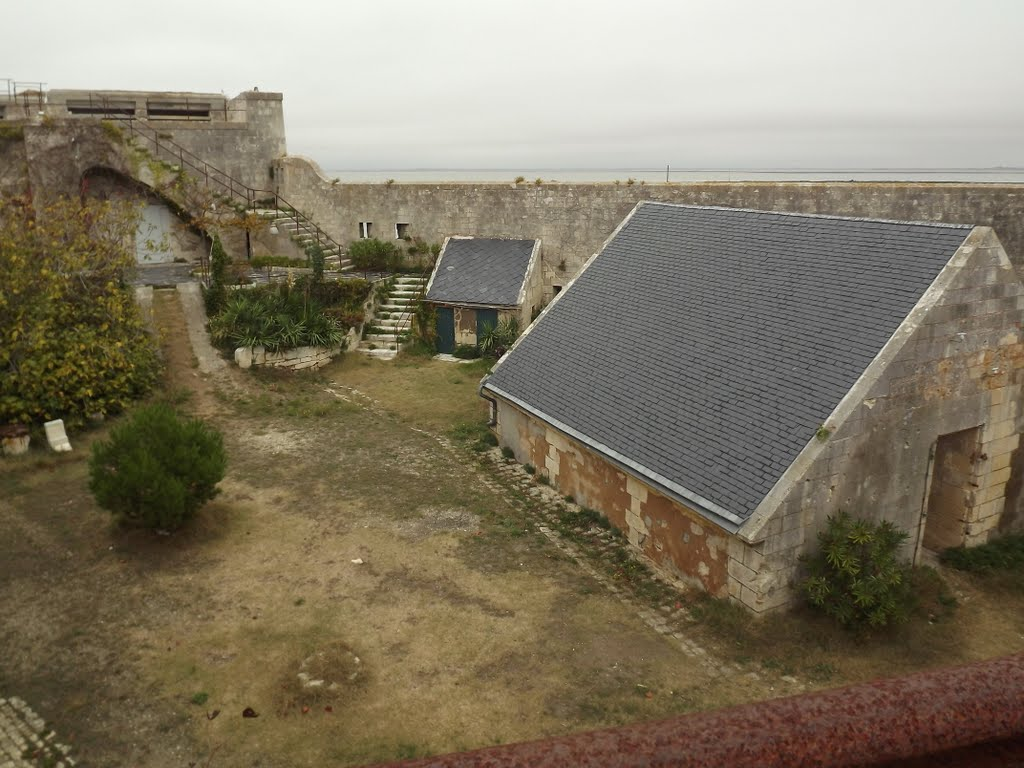
L'intérieur du fort.
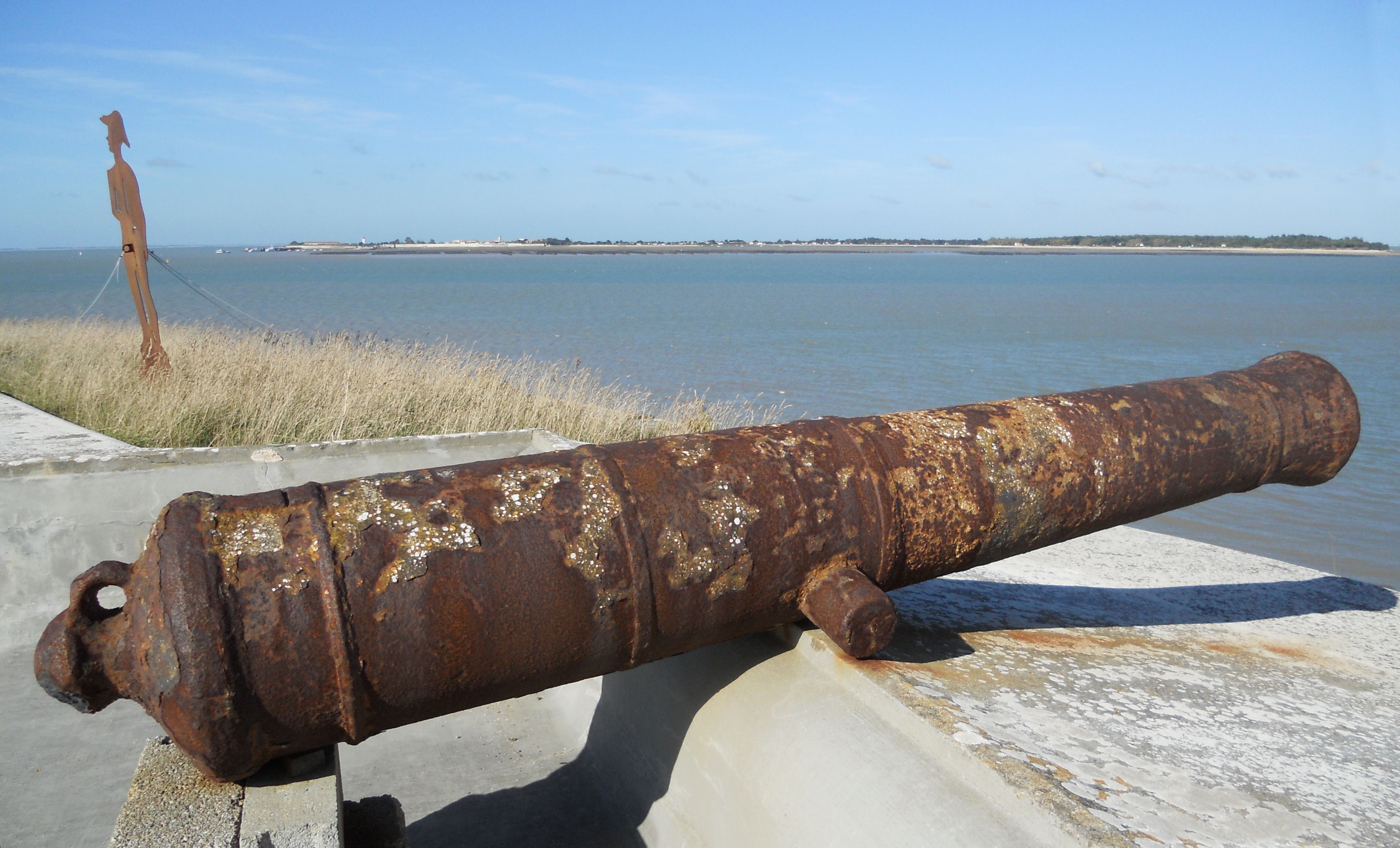
L'Ile d'Aix vue en totalité en arrière-plan.